# Classique du Mur de Grammont
La Classique du Mur de Grammont ( en néerlandais Muur Classic Geraardsbergen) est une course cycliste masculine disputée autour de Grammont, au sud de la province de Flandre-Orientale, en Belgique. 

## Historique
La première édition de la classique du Mur de Grammont  est organisée comme course du calendrier de l'UCI Europe Tour en catégorie 1.2 en 2023. 
Cette course succède à une très ancienne course de kermesse flamande : le prix de la Ville de Grammont dont la première édition a été créée en 1912 et dont le palmarès compte d'illustres vainqueurs comme Eddy Merckx, Michel Pollentier, Ferdi Van den Haute, Andreï Tchmil, Robbie McEwen, Thomas De Gendt et Mathieu van der Poel en 2022 pour la dernière version de cette course en tant que kermiskoers (course de kermesse) .
En 2024, pour sa seconde édition, cette course cycliste devient une épreuve du calendrier de l'UCI Europe Tour en catégorie 1.1.

## Parcours
Le parcours emprunte un circuit de 30 kilomètres à accomplir six fois soit une distance totale de 180 kilomètres. Dès le départ, le circuit grimpe d'emblée le Mur de Grammont puis comprend plusieurs côtes : le Parikeberg, Plankkouter et le Denderoordberg et rejoint Grammont où l'arrivée est jugée sur Vesten qui constitue les premières pentes du Mur de Grammont.

## Palmarès
| Année | Vainqueur       | Deuxième           | Troisième       |
| ----- | --------------- | ------------------ | --------------- |
| 2023  | Filippo Magli   | Harry Birchill     | Peter Schulting |
| 2024  | Jenno Berckmoes | Tobias Johannessen | Fabio Christen  |
| 2025  |                 |                    |                 |